# Carlo Emilio Gadda

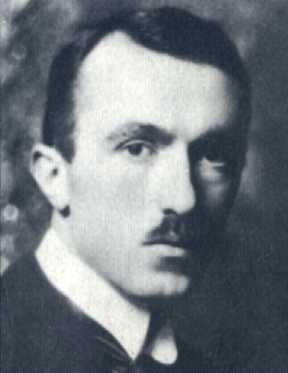
Carlo Emilio Gadda in den 1920er Jahren

Carlo Emilio Gadda (* 15. November 1893 in Mailand; † 21. Mai 1973 in Rom) war ein italienischer Ingenieur und Schriftsteller, der thematisch und sprachlich innovativ die moderne Literatur beeinflusste, indem er Dialekt- und Soziolekt-Elemente sowie Wortspiele als Gestaltungsmittel nutzte.

## Biographie
Gadda wurde am 14. November 1893 in Mailand als Sohn des Textilfabrikanten Francesco Ippolito Gadda und seiner zweiten Frau Adele geboren. Wegen ihres kostspieligen Lebensstils, wie dem Kauf der Villa Ambra in Longone in der Provinz Monza und Brianza, und Fehlinvestitionen in der Seidenraupenzucht geriet die Familie in finanzielle Schwierigkeiten, versuchte aber das großbürgerliche Erscheinungsbild zu wahren. Nach dem Tod des Vaters 1909 ernährte die Mutter die Kinder. Sie unterrichtete Literatur an verschiedenen Schulen der Lombardei und übernahm auch die Aufgaben einer Rektorin.
Nach Abschluss eines klassischen gymnasialen Bildungsganges am Liceo Parini (1912) studierte Gadda, wie sein Bruder Enrico, auf Wunsch der Mutter Ingenieurwissenschaften an der Universität Mailand (Politecnico di Milano) und verzichtete auf das von ihm erstrebte literaturwissenschaftliche Studium.
Unterbrochen wurde diese Ausbildung durch den Kriegseintritt Italiens in den Ersten Weltkrieg im Mai 1915. Gadda meldete sich als nationalbewusster Freiwilliger zur italienischen Armee und führte 1915 in einigen Aktionen des Gebirgskrieges an der Adamello-Front und 1916 auf der Hochebene der Sieben Gemeinden als Unterleutnant bei den Alpini eine Maschinengewehr-Einheit. 1917 stand er an der Isonzofront und wurde im Sommer 1917 während der 11. Isonzoschlacht auf der Hochfläche von Heiligengeist mit der Tapferkeitsmedaille in Bronze ausgezeichnet. Im Zuge der Schlacht von Caporetto im Oktober 1917 wurde Gadda gefangen genommen und als Kriegsgefangener nach Celle in Norddeutschland transportiert. Als er 1919 nach Mailand zurückkehrte, erfuhr er, dass sein Bruder als Pilot 1918 abgestürzt war, und erlitt eine Depression. Die Erfahrungen des Krieges und seiner Gefangenschaft, die hierarchischen Strukturen, die Desorganisation der italienischen Truppen sowie die Degradierung als Gefangener hat Gadda in seinem Tagebuch beschrieben, das er als Giornale di guerra e di prigionia (Journal aus Krieg und Gefangenschaft) 1955, und mit Ergänzungen 1965, publizierte.
1920 schloss er sein Studium mit dem Diplom in Elektrotechnik ab und arbeitete als Ingenieur in Sardinien, England, Belgien und drei Jahre in Argentinien. 1921 trat er in die faschistische Partei ein, über deren Führung und Strukturen er sich später kritisch äußerte.
Im Jahr 1924 veränderte Gadda seine Lebensperspektiven, indem er zu seinem ursprünglichen Interessensgebiet zurückkehrte und sich der Literatur zuwandte: Er schrieb sich in die philosophische Fakultät ein, beendete jedoch das Studium nicht mit einem akademischen Titel. Seinen Lebensunterhalt finanzierte er durch Mathematik- und Physik-Unterricht an einem Gymnasium. Ab 1926 arbeitete er für die Florentiner Zeitschrift Solaria und debütierte 1927 mit einem Essay Apologia Manzoniana. Während einer Krankheitsphase 1928 bis 1929 befasste sich Gadda mit verschiedenen philosophischen und literarischen Themen: Er skizzierte, in einer ersten und einer unvollendeten zweiten Fassung, die philosophische Abhandlung Meditazione milanese, eine Erkenntnistheorie (Gnoseologie), die Ansätze der Philosophen Leibniz, Kant und Spinoza einbezog. Ebenfalls unvollendet blieb der Roman La meccanica (1970 veröffentlicht).
1931 begann er die Zusammenarbeit mit der Mailänder Zeitung L'ambrosiano und publizierte in verschiedenen Ausgaben der Solaria eine Sammlung von Kurzgeschichten sowie La Madonna dei filosofi. Für sein zweites Kurzgeschichtenbuch Il castello di Undine (1934) erhielt der Autor die Bagutta-Auszeichnung. Durch die schriftstellerische Tätigkeit allein konnte Gadda in dieser Zeit seinen Lebensunterhalt nicht finanzieren und musste ab 1934 wieder als Ingenieur arbeiten.
Der Tod der Mutter 1936 und der Verkauf der elterlichen Wohnung in Brianza inspirierten den Schriftsteller zu einer Verarbeitung der Familienbeziehungen mit kritischer Bewertung der bürgerlichen Werte in den ersten Entwürfen des zwischen 1938 und 1941 in der Zeitschrift Letteratura abgedruckten Romans La cognizione del dolore (Die Erkenntnis des Schmerzes).
1940 gab er den Beruf des Ingenieurs endgültig auf und zog nach Florenz, wo er, mit anderen italienischen Schriftstellern befreundet, bis 1950 lebte. 1944 veröffentlichte er Adalgisa, Erzählungen im satirisch-historischen Kontext des bürgerlichen Mailand in den ersten Jahrzehnten des zwanzigsten Jahrhunderts.

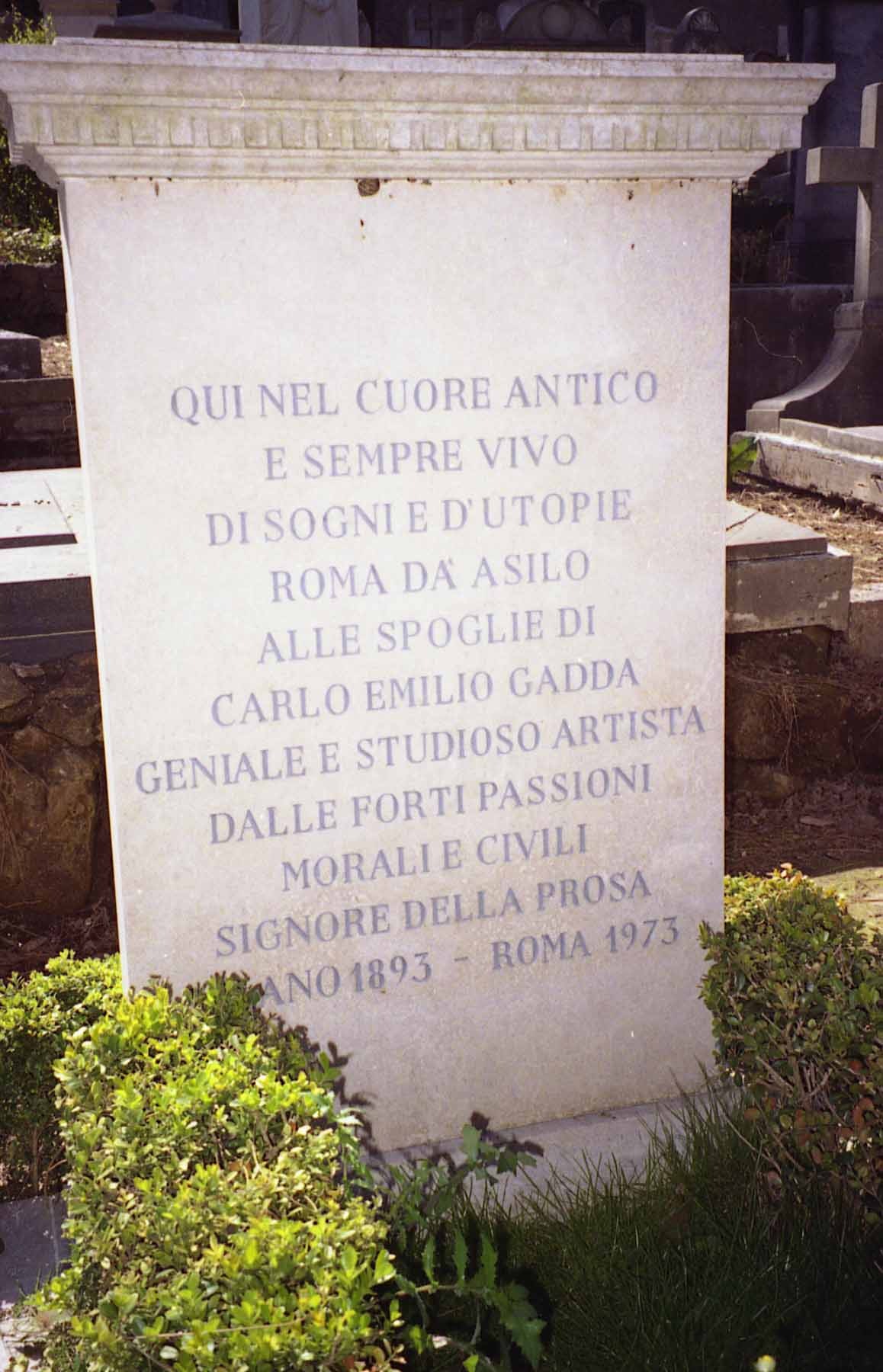
Grabstein von Carlo Emilio Gadda.

1950 zog Gadda nach Rom, wo er durch die Anstellung als Kultur-Redakteur des 3. Radioprogramms beim staatlichen Rundfunksender RAI bis 1955 finanziell gut abgesichert war. 1952 erschien Il primo libro delle favole (Das erste Buch der Märchen) und 1953 Novelle dal Ducato in fiamme (Geschichten des Herzogtums in Flammen), eine ironische Darstellung der letzten Periode des Faschismus, für die ihm der renommierte italienische Viareggio-Literaturpreis verliehen wurde.
1957 folgte die Buchveröffentlichung seines bekanntesten und erfolgreichsten Romans Quer pasticciaccio brutto de via Merulana (Die gräßliche Bescherung in der Via Merulana), dessen Kriminalhandlung in den ersten Jahren des Faschismus spielt. Die Geschichte der Aufklärung eines Mordes an einer wohlhabenden Frau nutzt Gadda für eine detaillierte, durch verschiedene Sprachebenen gestaltete, Schilderung der römischen Gesellschaft und ihrer sozialen Strukturen. Eine erste Version druckte bereits 1946 bis 1947 die Zeitschrift Letteratura ab. 1959 verfilmte der Regisseur Pietro Germi den Roman unter dem Titel Unter glatter Haut (Un maledetto imbroglio).
In den nachfolgenden Jahren stand Gadda auf dem Höhepunkt seines Ruhmes und wurde zum Vorbild für viele Schriftsteller des Neo-Avantgardismus. Nun erschienen zahlreiche bisher nicht veröffentlichte Werke, z. B. die Essays und autobiographische Notizen unter dem Titel I viaggi e la morte (1958) und Le meraviglie d'Italia (Die Wunder Italiens) in endgültiger veränderter Form (1964) gegenüber der Fassung von 1938. 1962 wurde er mit dem Antonio-Feltrinelli-Preis ausgezeichnet. Sein 1963 in Buchform herausgegebener Roman La cognizione del dolore gewann den Prix International de la Littérature. Seit dieser reifen Phase wird Gadda der Linea Lombarda zugeordnet, einer durch die typisch lombardische Thematik und Weltanschauung verbundene Reihe von Autoren unterschiedlicher Epochen und Stilrichtungen des 19. und 20. Jahrhunderts.
Eines der jüngsten Werke, der Roman-Essay Eros e Priapo (da fuore a cenere) aus dem Jahr 1967, befasst sich pamphletartig mit dem faschistischen Phänomen des Mussolini-Regimes.
Gaddas von der Gesellschaft zurückgezogenes Leben endete am 21. Mai 1973 in Rom. Er wurde dort auf dem protestantischen Friedhof beigesetzt.

## Werke
- La Madonna dei filosofi. 1931
- Il castello di Udine. 1934
- Le meraviglie d'Italia. 1939
  - Die Wunder Italiens. Wagenbach, Berlin 1998, ISBN               978-3-8031-3523-0.
- Gli anni. 1943
- L'Adalgisa. 1943
  - Adalgisa. Erzählung. Wagenbach, Berlin 1989, ISBN 3-8031-1110-2.
- L'Adalgisa – Disegni milanesi. 1945
- Il primo libro delle favole. 1952
- Novelle dal Ducato in fiamme. 1953
- I sogni e la folgore. 1955 (enthält La Madonna dei filosofi, Il castello di Udine und L'Adalgisa)
- Giornale di guerra e di prigionia. 1955 (erw. Neuausgabe 1965).
  - Giornale di prigionia. In: Gadda, Bonaventura Tecchi: Die Baracke der Dichter. Italienische Kriegsgefangene im Celle-Lager 1918. Hrsg. Oskar Ansull. Übers. Ragni Maria Gschwend, Ulrike Stopfel. Zu Klampen, Springe 2014, ISBN 978-3-86674-401-1.
- Quer pasticciaccio brutto de via Merulana. 1957. 
  - Die gräßliche Bescherung in der Via Merulana. Roman. Übersetzt von Toni Kienlechner. Piper, München 1961; Neuausgabe Wagenbach, Berlin 1998, ISBN 3-8031-2329-1.
- I viaggi e la morte. 1958
- Verso la Certosa. 1961
- La cognizione del dolore. 1963 (erw. Neuausgabe 1970).
  - Die Erkenntnis des Schmerzes. Roman. Piper, München 1966; Neu-Übers.: Toni Kienlechner. Wagenbach, Berlin 2000, ISBN 3-8031-2371-2.
- Accoppiamenti giudiziosi. 1963. (Erzählungen 1924–58)
- I Luigi di Francia. 1964
- Le meraviglie d'Italia – Gli anni. 1964
- Eros e Priapo|Eros e Priapo (da furore a cenere). 1967
- Il guerriero, l'amazzone, lo spirito della poesia nel verso immortale del Foscolo. 1967
- La meccanica. 1970. (1928–29)
- Novella seconda. 1971
- Meditazione milanese. a cura di G.C. Roscioni, 1974
- La verità sospetta. Tre traduzioni. a cura di M. Benuzzi Billeter, 1977
- Le bizze del capitano in congedo e altri racconti. a cura di D. Isella, 1981
- Il tempo e le opere. Saggi, note, divagazioni. a cura di D. Isella, 1982
- Un radiodramma per modo di dire e scritti sullo spettacolo. a cura di C. Vela, 1982
- Carteggio dell'ing. C.E. Gadda con l'Anonima Casale S.A. (1927–40). a cura di D. Isella, 1982
- Racconto italiano di ignoto del novecento. 1983
- Il palazzo degli ori. 1983
- Lettere agli amici milanesi. a cura di E. Sassi, 1983
- Lettere a una gentile Signora. a cura di G. Mercenaro, 1983
- L'ingegner fantasia. Lettere a Ugo Betti 1919–30. a cura di G. Ungarelli, 1984
- A un amico fraterno. Lettere a Bonaventura Tecchi. a cura di M. Carlino, 1984
- Gonnella buffone. 1985
- Anastomose. In Europäische Erzähler des 20. Jahrhunderts Heyne Verlag, 1985
- Azoto e altri scritti di divulgazione scientifica. a cura di V. Scheiwiller e A. Silvestri, 1986
- I miti del somaro. a cura di A. Andreini, 1986
- Lettere alla sorella 1920–24. a cura di G. Colombo, 1987
- Cupido im Hause Brocchi. (it. San Giorgio in casa Brocchi) Erzählung. Wagenbach, Berlin 1987, ISBN               978-3-8031-1100-5.
- Lettere a Gianfranco Contini a cura del destinatario (1934–1967). 1988
- Taccuino di Caporetto. 1991
- Poesie. a cura di M.A. Terzoli, 1993
- Opere. a cura di D. Isella, 1988–1993. (5 volumi più uno di indici)
- Disegni milanesi. a cura di D. Isella, P. Italia e G. Pinotti, 1995
- Romanzi. a cura di G. Bàrberi Squarotti, 1997.
- Gadda al microfono. L'ingegnere e la Rai 1950–1955. a cura di G. Ungarelli, 1997
- Carissimo Gianfranco. Lettere ritrovate 1943–1963. a cura di G. Ungarelli, 1998
- Un fulmine sul 220. a cura di D. Isella, 2000
- I Littoriali del lavoro e altri scritti giornalistici 1932–1941, a cura di M. Bertone, 2005
- Villa in Brianza. a cura di G. Pinotti, 2007
- Contini Gadda. Carteggio 1934–1963. a cura di D. Isella, G. Contini, G. Ungarelli, 2009

## Verfilmungen
- 1959: Unter glatter Haut (Un maledetto imbroglio) – Regie: Pietro Germi